# Challenger de Burdeos 2015
El torneo BNP Paribas Primrose Bordeaux 2015 es un torneo profesional de tenis. Pertenece al ATP Challenger Series 2015. Se disputará su ª edición sobre superficie dura, en Burdeos, Francia entre el 11 al el 17 de mayo de 2015.

## Jugadores participantes del cuadro de individuales
| Favorito | País                        | Jugador           | Rank1 | Posición en el torneo |
| -------- | --------------------------- | ----------------- | ----- | --------------------- |
| 1        | Bandera de Ucrania          | Sergiy Stakhovsky | 52    | Segunda ronda         |
| 2        | Bandera de Australia        | Sam Groth         | 68    | Primera ronda         |
| 3        | Bandera de Australia        | James Duckworth   | 82    | Segunda ronda         |
| 4        | Bandera de los Países Bajos | Robin Haase       | 90    | Segunda ronda         |
| 5        | Bandera de Francia          | Lucas Pouille     | 92    | Cuartos de final      |
| 6        | Bandera de Serbia           | Filip Krajinović  | 101   | Segunda ronda         |
| 7        | Bandera de Eslovaquia       | Norbert Gombos    | 109   | Cuartos de final      |
| 8        | Bandera de Argentina        | Máximo González   | 111   | Primera ronda         |

- 1 Se ha tomado en cuenta el ranking del 4 de mayo de 2015.

### Otros participantes
Los siguientes jugadores recibieron una invitación (wild card), por lo tanto ingresan directamente al cuadro principal (WC):
- Lucas Pouille
- Corentin Moutet
- Quentin Halys

Los siguientes jugadores ingresan al cuadro principal tras disputar el cuadro clasificatorio (Q):
- Thanasi Kokkinakis
- Jonathan Eysseric
- Mathias Bourgue
- Guillaume Rufin

## Campeones

### Individual Masculino
- Thanasi Kokkinakis derrotó en la final a  Thiemo de Bakker, 6–4, 1–6, 7–6(7–5)

### Dobles Masculino
- Thiemo de Bakker /  Robin Haase derrotaron en la final a  Lucas Pouille /  Sergiy Stakhovsky, 6–3, 7–5